# ハイリ教会

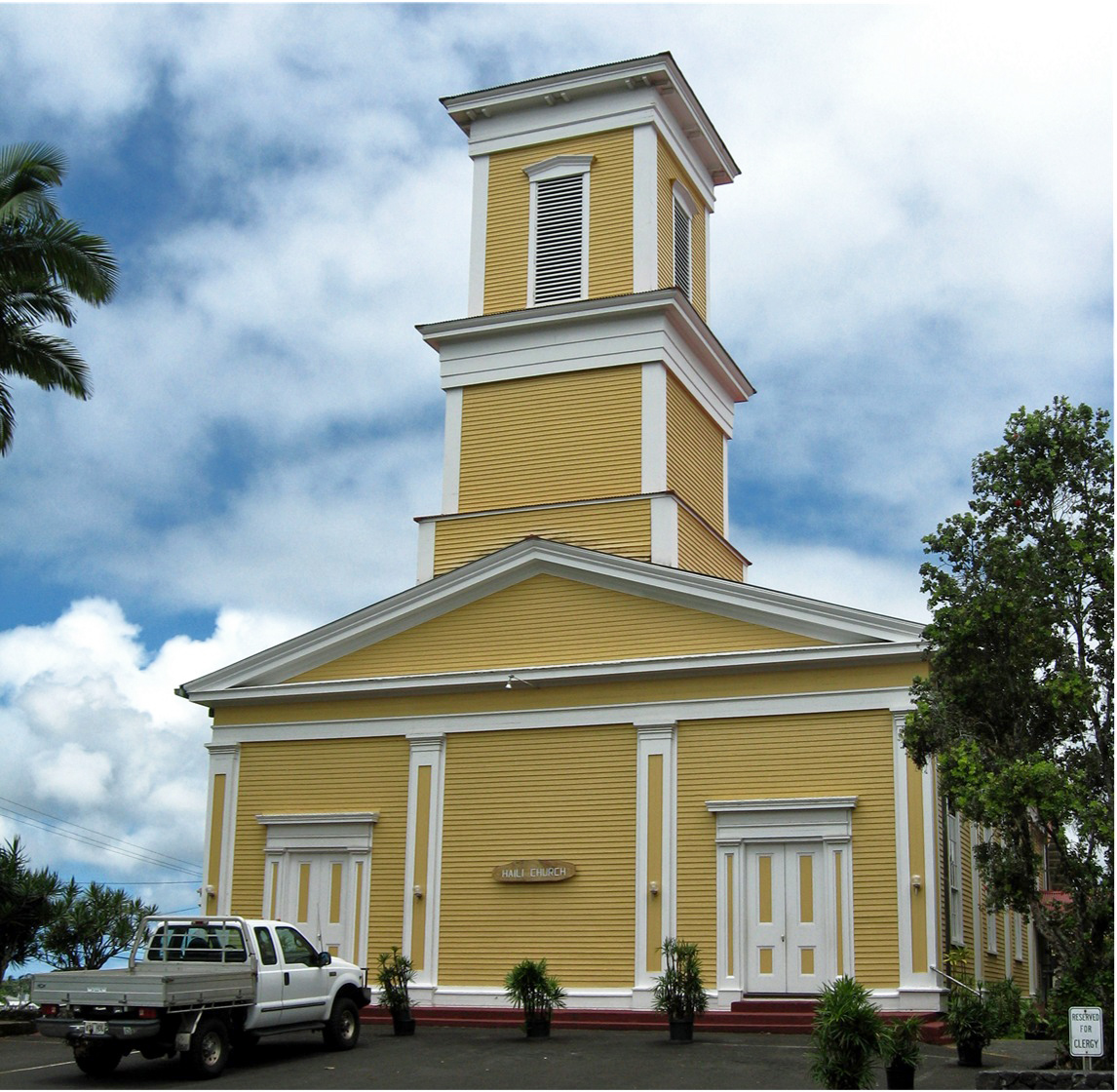
現在のハイリ教会

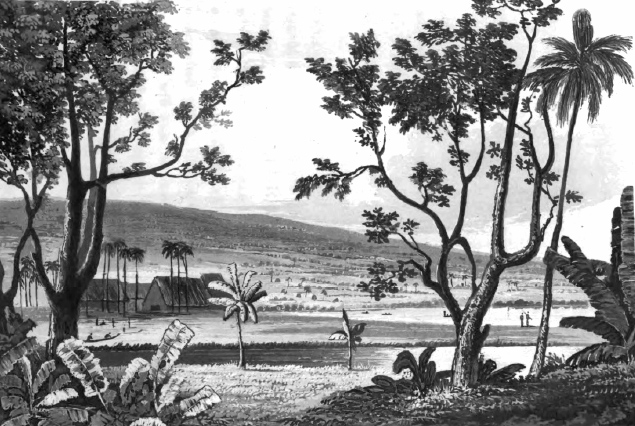
1825年のより大きな草ぶきの教会堂

ハイリ教会（ハイリきょうかい、英語: Haili Church）は米国ハワイ州ハワイ島東部のヒロ地区にあるキリスト連合教会に属する教会である。

## 歴史
1823年、エイサ・サーストンおよび他3名の宣教師はいくつかの宣教の場を作るべく、ハワイ島を視察した。その結果二つの教会になる場所を選び、島の西部コナ地区にモクアイカウア教会、島の東部ヒロ地区にはこの教会であった。
1824年5月には宣教団体のアメリカン・ボードにより、草葺きの教会堂（Waiakea Mission）が会衆派教会として建てられて、ジョセフ・グッドリッチ（Joseph Goodrich）宣教師が就任した。その場所はヒロ地区の当時ワイアケアと呼ばれていて、これはハワイ語の「wai ākea」からきていて、その意味は「広い水辺」で、マウナロア山からのワイアロア川がワイアケア池を経てワイアケア湾（現在のヒロ湾）へそそぐ所であった。1824年12月、グッドリッチ師はカピオラニ（Kapiʻolani）酋長に会い、この新しい教えがいいことをキラウエア火山で証明した。
1825年にはカラカウア公園により大きな教会堂が建てられて、その後グッドリッチ師がケアラケクアの教会（Kahikolu Church）へ移動したので、1832年にはライマン宣教師（David Belden Lyman）が就任した。その後数年内により大きな草ぶき教会堂、学校が建てられた。ライマン家族が住んだ家は「ライマン博物館」の一部として公開されている。1935年にはタイタス・コアン師（Titus Coan）に変わり、彼はプナ地区やカウ地区にまで足を延ばして、宣教に励んでいる。
現在の教会堂（211 Haili Street、注：Hailiは建設用の木材が置いてある所の意味といわれる）は1854～59年に建てられたもので、当時ニューイングランドで集会所を作るのに流行っていた「ギリシャ・リバイバル建築様式」（Greek Revival architecture）である。しっかりした建築で、1868年の津波でも影響がなかった。

## 現在
ハイリ教会はその後、米国会衆派教会が米国改革派教会と合同してキリスト連合教会となったので、その派の教会となっている。教会に隣接してハイリ・クリスチャン・スクール（Preschool-Grade 8、）も運営して、またもうひとつチャペル（Kuhio Chapel、144 Desha Avenue）も持っている。この教会のクワイアーも有名で、「ハワイ音楽の殿堂」（Hawaiian Music Hall of Fame）入りを果たしている。
2002年4月、この教会アメリカ合衆国国家歴史登録財（番号：02000387）に登録され、2001年11月にハワイ州の歴史登録財（番号：10-35-7417）としても登録された。この教会の以前の宣教師・牧師の何人かの住まいは、近くにライマン博物館（Lyman House Memorial Museum）となっている。

## 参照項目
- ハワイ島東のハイリ教会、西のモクアイカウア教会